# Causa de los cuadernos
Causa de los cuadernos refiere a la causa judicial caratulada «Fernández, Cristina Elisabet y otros s/ asociación ilícita» iniciada en el fuero penal federal a cargo de Claudio Bonadio en los primeros meses de 2018 a partir de las digitalizaciones de ocho cuadernos con anotaciones que realizara Oscar Centeno, el exchofer de un funcionario público, relativas a presuntos pagos de sobornos, que fueron entregadas al Juzgado por periodistas del diario La Nación.
La causa tomó estado público el 1.º de agosto, meses después de comenzada, con una serie de allanamientos, detenciones y citaciones a declaración indagatoria dispuestos respecto de exfuncionarios públicos y empresarios contratistas del Estado. El juez fue tomando declaración a los imputados, algunos de los cuales obtuvieron el estatus de imputado arrepentido. El 17 de septiembre de 2018 el juez dictó el auto de mérito resolviendo diversos procesamientos, embargos y declaraciones de falta de mérito, que fue confirmada con algunas modificaciones el 20 de diciembre del mismo año por la Cámara Federal de Apelaciones en lo Criminal (Sala I).
En enero de 2019 se conoció otra causa penal en la que se investigaba al falso abogado Marcelo D'Alessio, quien afirmaba intervenir en nombre del fiscal de la causa de los cuadernos Carlos Stornelli, extorsionando a varios empresarios a los que requería la entrega de dinero (coimas) para que no se los detuviera durante la misma; D'Alessio prestó declaración y fue detenido y procesado por el juez Alejo Ramos Padilla, en tanto que Stornelli fue imputado por la extorsión, "operaciones de inteligencia y espionaje ilegales" por el mismo juez, pero se negó a comparecer a las citaciones que se le hicieron para que declare. Además, D'Alessio y un grupo de fiscales y comisarios bonaerenses fueron denunciados y procesados por intento de extorsión al empresario rural Pedro Etchebest y al empresario aduanero Gabriel Traficante, siendo condenado D'Alessio a 4 años de prisión por este crimen en 2021, al igual que el resto de los procesados, todos recibiendo penas de cárcel.
En febrero de 2024 se dio a conocer a las partes de la causa un Acta Notarial, entregada al Juzgado Federal número 7 el 3 de marzo de 2023 sin que se hiciera pública en ese momento, en donde se manifiesta la coerción con la que se presionó a los imputados (en este caso Mario Rovella) para que declararan coimas o irregularidades, por más que no hubieran existido. Luego otros dos imputados, Carlos Wagner y Roggio, presentaron escritos semejantes.

## Contexto
La causa principal, en la cual se investigaron sobreprecios en la compras de Gas Natural Licuado, fue iniciada en 2017 en el mismo juzgado. Página 12 afirmó que el juez se basó en una pericia supuestamente falsa –que comparó el precio pagado con uno "que de ninguna manera debió utilizarse", se basó en una tesis realizada por dos estudiantes chilenos, plagió fuentes y cometió todo tipo de error–, por la cual se le quitaron los fueros a Julio De Vido y se lo encarceló junto también a Roberto Baratta, subsecretario  del Ministerio de Planificación. A principios de 2018, cuando el perito fue imputado por «falso testimonio agravado» y refutada la pericia, se presentaron al juzgado las fotocopias de los cuadernos escritos por Oscar Centeno, ex chofer de Roberto Baratta. A su vez, en La Nación, se publicaron los circuitos y el mecanismo que, de acuerdo al texto de los cuadernos, habría sido usado por Roberto Baratta para recaudar los fondos que le habrían entregado los empresarios que habían adjudicatarios de obras públicas de montos importantes. El 31 de julio de 2023, un peritaje caligráfico confirmó que el amigo de Oscar Centeno manipuló los anotadores.

## Comienzo de la causa
El diario La Nación afirmó que los cuadernos habían llegado a su poder en enero de 2018, a través de la exmujer del exchofer, y que después de una investigación conducida por el periodista Diego Cabot fueron entregados al Poder Judicial. Dicho periodista recibió el Premio Internacional de Periodismo Rey de España por el trabajo "Los cuadernos de las coimas", publicado en el diario La Nación el 1 de agosto de 2018. El fiscal Stornelli, a quien le fueron entregadas las fotocopias, decidió formar actuaciones complementarias a la causa del gas natural y entregárselas al juez Bonadío. Esto ha sido criticado por tratarse de un caso de forum shopping.
Varias de las defensas afirmaron que, tras ser entregadas en el juzgado de Bonadío las copias de los cuadernos, debió haberse sorteado qué juzgado intervendría. Argumentan que la investigación se realiza en el marco de una causa sobre compras de Gas Natural Licuado y que los hechos a que se referirían los cuadernos son distintos de la de aquélla, al punto que «de los 14 proveedores involucrados en la causa de Gas Natural Licuado (que tramitaba en el juzgado de Bonadio), ninguno aparece mencionado en los cuadernos».
El 1 de agosto de 2018 a través de sus portales en Internet, el diario La Nación dio las primeras informaciones públicas sobre esta causa judicial que tramitaba desde meses atrás, dando cuenta que entre la noche del día anterior y la madrugada de ese día se habían realizado allanamientos y detenciones por orden del juez federal Claudio Bonadio. Las imputaciones fueron como integrantes de una asociación ilícita. Los medios de prensa mencionaban bolsos de dinero que figurarían en tales anotaciones y la probabilidad de que Centeno se acogiera a la figura de imputado arrepentido, que atenuara una eventual pena a cambio de su colaboración con aporte e información útil.
Como consecuencia de la orden inicial quedaron detenidos los funcionarios o empleados públicos: Roberto Baratta, Oscar Centeno, Walter Fagyas, Hugo Martín Larraburo, Enrique Llorens y Néstor Lazarte y los empresarios Javier Sánchez Caballero, Gerardo Ferreyra, Claudio Javier Glazman, Jorge Guillermo Neira, Armando Roberto Loson y Carlos Mundín. Quedaron pendientes con pedido de captura, entre otros, los empresarios Carlos Wagner, Francisco Valenti y Juan Goicochea, y los exfuncionarios Hernán Gómez, Oscar Thomas y Fabían García Ramón. En un informe publicado por la agencia del Poder Judicial y recogido por la prensa, el Juzgado a cargo de la causa dijo que al 24 de agosto de 2018 se habían realizado 70 allanamientos en diversos lugares del país en oficinas de empresas nacionales e internacionales y en domicilios de exfuncionarios públicos, se habían secuestrado no menos de seis millones trescientos cincuenta mil de pesos, un millón doscientos cuarenta y cinco mil dólares estadounidenses, doscientos treinta y cinco mil euros además de otros importes en monedas de países vecinos. También se secuestraron más de doscientos cincuenta obras pictóricas con un valor aproximado de cuarenta y un millones quinientos mil pesos, nueve armas de fuego, una gran cantidad de rodados y otros efectos.
Se dio a conocer, asimismo, que el juez había citado a prestar declaración indagatoria –sin orden de detención- al exjuez Norberto Oyarbide y a los exfuncionarios de Cristina Fernández de Kirchner, Oscar Parrilli y Juan Manuel Abal Medina.
Entre las personas imputadas, hay 17 que se acogieron al régimen de imputados arrepentidos, 15 de ellos fueron aceptados con acuerdo homologado, con el beneficio de obtener una reducción de la pena que les corresponda, a cambio de brindar información o datos precisos, comprobables y verosímiles que contribuyan a evitar o impedir el comienzo, la permanencia o consumación del delito; a esclarecer el hecho y a revelar la identidad o paradero de autores, instigadores o partícipes, a condición de que sean suficientes para que permitan un avance significativo de la investigación, y que permita recuperar los bienes o ganancias del delito, o conocer cómo se financian las organizaciones criminales.
Según esta norma, el Tribunal no podrá fundamentar una condena únicamente en las manifestaciones efectuadas por el imputado arrepentido, sino que al hacerla valer el juez deberá indicar de manera precisa y fundada su correlación con las restantes pruebas en que se sustenta la condena. La materialidad de un hecho delictivo no podrá probarse únicamente sobre la base de esas manifestaciones.
A pesar de que la ley marca que las declaraciones que el imputado arrepentido efectuare en el marco del acuerdo de colaboración deberán registrarse a través de cualquier medio técnico idóneo que garantice su evaluación posterior, en la causa se omitió registrar por medios audiovisuales las declaraciones de los presuntos arrepentidos.
Distintos medios afirmaron que el fiscal Stornelli afirmó que "no habrá sortijas para todos", refiriéndose a la posibilidad de ser incluidos como arrepentidos. Varias de las defensas marcan que esto refleja el apriete y extorsiones realizadas a los acusados.
El 7 de febrero de 2019 Bonadio dispuso nuevos procesamientos, esta vez referidos a quienes consideró vinculados a la evasión del país de importes que provendrían de sobornos, con los cuales se compraron en Estados Unidos propiedades con un valor estimado en 70 millones de dólares. Se trata de Carolina Pochetti, la viuda del exsecretario de Néstor Kirchner Daniel Muñoz, su primo Carlos Gellert, Juan Carlos Campillo, exministro en la provincia de Santa Cruz y Víctor Manzanares, excontador de Cristina Kirchner. En sus declaraciones afirmó que el dinero proveniente de los sobornos era trasladado en bolsos, principalmente en el avión presidencial Tango 01, hasta domicilios en Río Gallegos y después lavado en el exterior mediante 15 empresas que se constituyeron para la compraventa de 16 inmuebles en Estados Unidos; también se usó un emprendimiento inmobiliario en las Islas Turcas y Caicos y el contador Manzanares estimó en US$ 53.174.700 el importe de los desembolsos de las operaciones.

## Las defensas
Al ser citada a prestar declaración indagatoria, Cristina Fernández presentó al juez un escrito en el cual negó en forma rotunda tener relación con los supuestos sobornos y afirmó sobre la causa penal:

“En un novedoso y aceitado engranaje mediático-judicial se recurre ahora a la estigmatización, al juzgamiento de los medios y a la confirmación en sede judicial con un resultado: la eliminación política”.

El exministro de Planificación Federal Julio De Vido negó mediante un escrito presentado el 10 de agosto que integrara una "asociación ilícita" y pidió su sobreseimiento.

## Personas involucradas

### Procesados en la causa de los cuadernos
Los procesados en la causa de los cuadernos son las personas respecto de las cuales se dictó su procesamiento respecto de la llamada causa de los cuadernos, que es como se conoce a la causa judicial caratulada "Fernández, Cristina Elisabet y otros s/ asociación ilícita", CFP N° 9608/2018, una derivación de una causa por irregularidades en la compras de Gas Natural Licuado, a cargo del juez Claudio Bonadío. La resolución del juez Bonadío disponiendo los procesamientos fue parcialmente revocada y modificada por la Sala I de la Cámara Criminal y Correccional Federal, con la firma de los jueces Leopoldo Bruglia y Pablo Bertuzzi.
| Procesados en la Causa de los cuadernos | Procesados en la Causa de los cuadernos | Procesados en la Causa de los cuadernos                                                | Procesados en la Causa de los cuadernos | Procesados en la Causa de los cuadernos |
| --- | --------------------------------------- | -------------------------------------------------------------------------------------- | --------------------------------------- | --------------------------------------- |
| Imputación | Nombre                                  | Carácter                                                                               | Detención                               | Considerando                            |
| Procesados por asociación ilícita |                                         |                                                                                        |                                         |                                         |
| Asociación ilícita en calidad de jefa y cohecho pasivo -veintisiete hechos-, en calidad de coautora, todos ellos en concurso real                                         | Cristina Fernández de Kirchner          | Expresidenta y vicepresidenta de la Nación                                             | En libertad                             | 5                                       |
| Asociación ilícita, en calidad de organizador y cohecho pasivo -noventa y cuatro (94) hechos, en calidad de coautor, todos ellos en concurso real                         | Roberto Baratta                         | Exsecretario de Coordinación y Gestión                                                 | Detenido                                | 7                                       |
| Asociación ilícita, en calidad de organizador y cohecho pasivo -un (1) hecho-, en calidad de partícipe necesario, en concurso real                                        | Ernesto Clarens                         | Financista, colaborador arrepentido                                                    | En libertad                             | 14                                      |
| Asociación ilícita, en calidad de organizador y cohecho pasivo -siete (7) hechos-, en calidad de coautor, en concurso real                                                | Julio De Vido                           | Exministro de Planificación Federal, Inversión Pública y Servicios                     | En libertad                             | 6                                       |
| Asociación ilícita en calidad de miembro y cohecho activo –quince (15) hechos-, en calidad de autor, en concurso real                                                     | Gerardo Ferreyra                        | Uno de los dueños de Electroingeniería S.A.                                            | Detenido                                | 15                                      |
| Asociación ilícita, en calidad de organizador y cohecho pasivo -un (1) hecho-, en calidad de partícipe necesario, en concurso real                                        | José Francisco López                    | Colaborador arrepentido exsecretario de Obras Públicas de la Nación                    | Detenido                                | 12                                      |
| Asociación ilícita, en calidad de organizador y cohecho activo -siete (7) hechos-, en carácter de autor, todos ellos en concurso real                                     | Carlos Wagner                           | Extitular de la Cámara de la Construcción                                              | Detenido                                | 14                                      |
| Asociación ilícita, en calidad de miembro | Oscar Bernardo Centeno                  | Colaborador arrepentido y chofer de Baratta                                            | En libertad                             | 13                                      |
| Asociación ilícita, en calidad de miembro y cohecho pasivo -sesenta y cuatro (64) hechos-, en calidad de partícipe necesario                                              | Nelson Jaime Lazarte                    | Exsecretario de Roberto Baratta                                                        |                                         | 8                                       |
| Asociación ilícita, en calidad de miembro y cohecho pasivo -un (1) hecho-, en calidad de partícipe necesario, en concurso real                                            | Rafael Enrique Llorens                  | Exsecretario del Ministerio de Planificación                                           |                                         | 3                                       |
| Asociación ilícita, en calidad de miembro | Gerardo Ariel Nivello                   | Exsubsecretario de Obras Públicas                                                      |                                         | 16                                      |
| Asociación ilícita en calidad de miembro y cohecho pasivo -tres (3) hechos-, en calidad de partícipe necesario, todos ellos en concurso real.                             | José María Olazagasti                   | exsecretario privado de Julio De Vido                                                  | Detenido                                | 10                                      |
| Asociación ilícita, en calidad de miembro | Oscar Alfredo Thomas                    | Exdirector ejecutivo de Yacyretá                                                       | Detenido                                | 18                                      |
| Asociación ilícita, en calidad de miembro y cohecho pasivo -un (1) hecho-, en carácter de partícipe necesario, los que concurren en forma real                            | Claudio Uberti                          | Imputado arrepentido y extitular del Órgano de Control de Concesiones Viales (Occovi). |                                         | 11                                      |
| Asociación ilícita en calidad de miembro, dación de dadivas -tres (3) hechos-, en calidad de autor, los que concurren en forma real                                       | Rudy Fernando Ulloa Igor                | Empresario de Cielo S.A.                                                               |                                         | 1                                       |
| Procesados por cohecho y otros delitos |                                         |                                                                                        |                                         |                                         |
| Partícipe necesario en orden al delito de cohecho activo, reiterado en 15 ocasiones en calidad de coautor                                                                 | Osvaldo Antenor Acosta                  | Empresario expresidente de Electroingeniería SA                                        |                                         | 42                                      |
| Encubrimiento agravado | Daniel Álvarez                          | Exsecretario de Cristina Kirchner                                                      | en libertad                             | [ 38 ]                                  |
| Cohecho activo -dos (2) hechos-, en calidad de autor, los que concurren en forma real                                                                                     | Jorge Juan Mauricio Balán               | Colaborador arrepentido, titular de la firma Industrias Juan F. Secco                  |                                         | 41                                      |
| | Ricardo Barreiro                        | jardinero de Cristina Kirchner                                                         | En libertad                             | [ 38 ]                                  |
| Cohecho activo -un (1) hecho-, en calidad de autor | Luis María Cayetano Betnaza             | Empresario exdirectivo de la empresa Techint                                           |                                         | 27                                      |
| Cohecho activo -dieciséis (16) hechos-, en calidad de autor, lo que concurren en forma real                                                                               | Ángel Jorge Antonio Calcaterra          | Empresario exdueño de la constructora Iecsa                                            |                                         | 26                                      |
| | Juan Manuel Campillo                    | colaborador arrepentido exministro de Hacienda de la provincia de Santa Cruz           |                                         |                                         |
| Cohecho activo -un (1) hecho-, en calidad de autor | Juan Chediack                           | Colaborador arrepentido extitular de la Cámara Argentina de la Construcción            |                                         | 34                                      |
| Tenencia de arma de guerra | Raúl Copetti                            |                                                                                        | En libertad                             | [ 38 ]                                  |
| Cohecho activo -un (1) hecho-, en calidad de autor | Juan Carlos de Goycoechea               | Empresario exautoridad ejecutiva máxima de la constructora Isolux                      |                                         | 24                                      |
| Cohecho pasivo -dos (2) hechos-, en calidad de partícipe necesario, los que concurren en forma real                                                                       | Hernán Diego del Río                    | Exchofer de José María Olazagasti                                                      |                                         | 32                                      |
| Cohecho activo -cinco (5) hechos-, en calidad deautor, los que concurren en forma real                                                                                    | Hugo Alberto Dragonetti                 | empresario de la construcción de la compañía Panedile                                  |                                         | 39                                      |
| Cohecho activo -cuatro (4) hechos-, en calidad de autor, los que concurren en forma real                                                                                  | Hugo Antranik Eurnekian                 | Empresario directivo de Corporación América                                            | Sobreseído                              | 40                                      |
| Cohecho pasivo -dos (2) hechos-, en carácter de partícipe necesario y tenencia ilegítima de arma de fuego de uso civil, en calidad de autor, todos ellos en concurso real | Walter Rodolfo Fagyas                   | Expresidente de Enarsa                                                                 |                                         | 21                                      |
| Cohecho pasivo -dos (2) hechos-, en carácter de partícipe necesario, los que concurren en forma real                                                                      | Fabián Ezequiel García Ramón            | Exdirector de Energías Renovables                                                      |                                         | 20                                      |
| Cohecho activo -un (1) hecho-, en calidad de autor | Claudio Javier Glazman                  | Empresario exdirector de Sociedad Latinoamericana de Inversiones                       |                                         | 23                                      |
| Cohecho pasivo -tres (3) hechos, en carácter de partícipe necesario, los que concurren en forma real                                                                      | Hernán Camilo Gómez                     | Exasesor del Ministerio de Planificación                                               |                                         | 19                                      |
| Encubrimiento agravado | Fabián Gutiérrez                        | Exsecretario de Cristina Kirchner                                                      | En libertad                             | [ 38 ]                                  |
| Cohecho activo -un (1) hecho-, en calidad de autor | Alejandro Pedro Ivanissevich            | Empresario de Emgasud                                                                  | Sobreseído                              | 35                                      |
| Cohecho activo -un (1) hecho-, en calidad de autor | Juan Carlos Lascurain                   | Expresidente de la Unión Industrial Argentina durante el kirchnerismo                  |                                         | 30                                      |
| Cohecho activo -diez (10) hechos-, en calidad de autor, los que concurren en forma real                                                                                   | Armando Roberto Loson                   | Empresario exdirectivo máximo de Albanese S.A.                                         | En libertad                             | 28                                      |
| Cohecho activo -trece (13) hechos-, en calidad de autor, los que concurren en forma real                                                                                  | Enrique Menotti Pescarmona              | Empresario de Pescarmona S.A.                                                          |                                         | 41                                      |
| Cohecho activo -dos (2) hechos-, en calidad de autor, los que concurren en forma real                                                                                     | Carlos José Mundín                      | Empresario presidente de BTU                                                           |                                         | 22                                      |
| Partícipe necesario en orden al delito de cohecho activo, reiterado en 15 ocasiones                                                                                       | Jorge Guillermo Neira                   | Empresario exdirectivo de Electroingeniería S.A.                                       |                                         | 42                                      |
| Cohecho activo -un (1) hecho- y tenencia ilegítima de arma de fuego de uso civil -dos (2) hechos-, ambos en calidad de autor, todos ellos en concurso real                | Néstor Emilio Otero                     | Empresario, gerenciador de la terminal de ómnibus de Retiro                            |                                         | 29                                      |
| Partícipe necesario en orden al delito de cohecho activo, reiterado en 2 ocasiones                                                                                        | Rodolfo Poblete                         | Empresario exdirectivo del Grupo Romero                                                |                                         | 42                                      |
| Cohecho activo -tres (3) hechos-, en calidad de autor, los que concurren en forma real                                                                                    | Aldo Benito Roggio                      | Directivo de Roggio SA                                                                 |                                         | 33                                      |
| Cohecho activo -dos (2) hechos-, en calidad de autor, los que concurren en forma real                                                                                     | Benjamín Gabriel Romero                 | Empresario directivo del Grupo Romero                                                  |                                         | 37                                      |
| Partícipe necesario en orden al delito de cohecho activo, reiterado en 16 ocasiones                                                                                       | Héctor Javier Sánchez Caballero         | Colaborador arrepentido directivo máximo de IECSA                                      |                                         | 42                                      |
| | Robrto Sosa                             | Exsecretario de Cristina Kirchner                                                      | En libertad                             | [ 38 ]                                  |
| Cohecho activo -seis (6) hechos-, en calidad de autor | Alberto Tasselli                        | Empresario vinculado a la producción carbonífera y al transporte                       |                                         | 31                                      |
| Cohecho activo -tres (3) hechos-, en calidad de autor, los que concurren en forma real                                                                                    | Emanuel Santos Uribelarea               | Colaborador arrepentido                                                                | Sobreseído                              | 36                                      |
| Partícipe necesario en orden al delito de cohecho activo, reiterado en 13 ocasiones                                                                                       | Francisco Rubén Valenti                 | Empresario exvicepresidente de Industrias Metalúrgicas Pescarmona (Impsa)              |                                         | 42                                      |
| Cohecho activo -un (1) hecho-, en calidad de autor | Raúl Víctor Vertua                      | Directivo de Servicios Vertua SA vinculado al gasoducto "Juana Azurduy"                |                                         | 25                                      |
| Partícipe necesario en orden al delito de cohecho activo, en 1 ocasión | Héctor Alberto Zabaleta                 | Empresario exdirectivo de la empresa Techint                                           |                                         | 42                                      |

de Ricardo Barreiro, Raúl Copetti, y los exsecretarios Roberto Sosa y Daniel Álvarez. la falta de mérito respecto de su participación en la asociación ilícita, algo que también alcanzó a Fabián Gutiérrez, exsecretario de Cristina Kirchner quien fue liberado tras convertirse en imputado colaborador. P Gutiérrez y Álvarez sí quedaron procesados por encubrimiento agravado, en tanto que a Copetti lo procesaron por tenencia de armas de guerra

### Empresarios involucrados
Empresarios aceptados como imputados colaboradores.
Algunos de los empresarios procesados son:
- Ángelo Calcaterra, primo del presidente Mauricio Macri que fue dueño de la constructora Iecsa, se presentó espontáneamente, quedó imputado, declaró que hizo pagos destinados a campañas electorales del kirchnerismo, fue aceptado como imputado colaborador y se le eximió de prisión.[36]
- Juan Carlos De Goycoechea, que fue la autoridad ejecutiva máxima de la constructora Isolux, no lo habían encontrado para detenerlo pero luego se presentó y fue detenido, pero recobró la libertad cuando fue el primer empresario que admitió pagos para campañas electorales del kirchnerismo.[40]
- Claudio Javier Glazman, que fue director de Sociedad Latinoamericana de Inversiones, llegó detenido a declarar, confesó pagos para las campañas electorales y quedó en libertad.[40]
- Armando Loson, que condujo durante cuatro décadas la generadora empresa Albanesi vinculada a la generación de electricidad. Después de estar una semana detenido, confesó pagos para las campañas electorales y se le concedió la libertad.[36]
- Jorge Guillermo Neira, directivo de Electroingeniería, uno de los más importantes contratistas de la obra pública nacional, llegó detenido, dijo lo mismo que los anteriores y quedó libre.[40]
- Javier Sánchez Caballero, que fue el principal colaborador de Ángelo Calcaterra en Iecsa, también llegó detenido, confesó y quedó libre.[36]
- Carlos Wagner, que presidió la Cámara Argentina de la Construcción, obtuvo su libertad después de haber estado detenido y confesar los pagos.[40] Wagner declaró que tras una negociación con De Vido realizada tiempo después del inicio del gobierno de Néstor Kirchner un grupo de empresas contratistas del Estado que cartelizaba la obra pública aceptó entregar como sobornos los adelantos de obra que pagaba el Estado nacional, que ascendía del 10 % al 20 % del total de la obra o, en otros casos, entregar una parte de lo que iban recibiendo como certificados de obra. Wagner afirmó que Baratta y José López eran quienes ejecutaban lo convenido. Wagner también explicó que en el Wagner explicó que en el grupo de empresas cuyos nombres individualizó se decidía cuáles harían ofertas, qué precio pondrían y cuál se adjudicaría la obra y pagaría el soborno.[41]
- Héctor Alberto Zabaleta, que fuera directivo de la empresa Techint por más de 40 años, obtuvo su libertad después de haber estado detenido y declarar que la empresa había hecho pagos que no eran coincidentes con un período electoral, de modo que afirmó que era por un “compromiso con el Gobierno porque si no le iban a cortar la luz y el gas a Siderar y Siderca”.[36][40]
- Luis Betnaza, director de Techint reconoció haber pagado sobornos cuyo monto calculó en un millón de dólares a tres funcionarios del gobierno de Cristina Fernández de Kirchner y no fue detenido.[42]
- Aldo Roggio, dueño de una de las grandes empresas contratistas del país, que lleva su nombre está citado para declarar.
- Eduardo Hugo Antranik Eurnekian, de Corporación América, se presentó en forma espontánea y reconoció pagos a Roberto Baratta en dos oportunidades.
- Raymundo Pedutto fue sobreseído cuando Bonadío estableció que no se podían determinar responsabilidades primarias.[43]
- Rudy Ulloa, de Cielo SA[36]
- Juan Carlos Lascurain, que fue presidente de la Unión Industrial Argentina, estando en libertad declaró negando haber pagado sobornos y horas después fue detenido-
- Raúl Vertúa.
- Gerardo Ferreyra, que fue uno de los dueños de Electroingeniería. Detenido desde el primer día, al contrario de su socio negó haber pagado sobornos y continuó preso.
- Carlos Mundín, de la empresa BTU.
- Rodolfo Poblete, extitular del Grupo Romero.
- Francisco Valenti, que fue vicepresidente de Industrias Metalúrgicas Pescarmona (Impsa).

### Funcionarios y empleados públicos imputados
Los funcionarios, empleados públicos y jueces que fueron imputados son:
- Oscar Centeno, chofer del ministerio de Planificación, declaró en dos oportunidades reconociendo haber escrito los cuadernos cuyas fotocopias dieron origen a la causa, fue aceptado como colaborador arrepentido y quedó en libertad con el régimen de testigo protegido. Inicialmente dijo que había comenzado a escribir los cuadernos registrando su trabajo pero luego empezó a incluir más detalles. Su expareja, Horovitz, afirma que con las anotaciones se precavía de que Baratta al terminar su gestión le consiguiera trabajo.[36]
- Fabián García Ramón, exdirector de Promoción de Energías Renovables.
- Cristina Fernández de Kirchner, expresidenta de la Nación.
- Juan Manuel Abal Medina, exjefe de gabinete de Cristina Fernández, confirmó que el excoordinador del Ministerio de Planificación Federal Roberto Baratta recolectaba aportes de empresarios privados para la campaña legislativa de 2013, y aclaró que siempre había entendido que "eran voluntarios y de ninguna manera exigidos bajo coerción";[45] Respecto de estos dichos Aníbal Fernández que fue jefe de Gabinete de Ministros entre 2009 y 2011 y en 2015 analizó que “si Abal Medina reconoce haber recibido dinero en negro para la campaña, inexorablemente se confiesa autor del delito de lavado de dinero”.[46]
- Walter Fagyas, expresidente de Energía Argentina SA, detenido sin declarar.
- José María Olazagasti, exsecretario privado de Julio De Vido
- Julio De Vido, exministro de Planificación.
- Roberto Baratta, exsecretario del Ministerio de Planificación.
- Claudio Uberti, que fue titular del Órgano de Control de Concesiones Viales (Occovi),[36] pidió le concedieran el beneficio de imputado arrepentido.[37]
- Germán Nivello, exsubsecretario de Obras Públicas
- Nelson Lazarte, exsecretario de Roberto Baratta
- Ezequiel García, exdirector de Energías renovables.
- Enrique Llorens, exsecretario del Ministerio de Planificación
- Hernán Gómez, asesor del Ministerio de Planificación
- Martín Larraburu, que se desempeñó en la Jefatura de Gabinete.

### Funcionarios procesados inicialmente que continúan siendo investigados en otro expediente
Respecto de algunos funcionarios que fueron procesados por el juez Bonadío, la Cámara Federal dispuso revocar el procesamiento, por falta de mérito, pero resolvió remitir copia para que se investiguen en otra causa posibles delitos de acción pública::
- Javier Fernández, de la Auditoría General de la Nación.
- Norberto Oyarbide, exjuez federal. Afirmó al declarar, que Jaime Stiuso y Javier Fernández lo habían apremiado para que terminara la causa de enriquecimiento ilícito del matrimonio Kirchner que tenía a su cargo y en la que dictó el sobreseimiento.[47][48]

### Funcionarios con falta de mérito
Respecto de algunos funcionarios que fueron procesados por el juez Bonadío, la Cámara Federal dispuso revocar el procesamiento, por falta de mérito:
- Oscar Parrilli, Secretario General de la Presidencia y, luego, Director de la Agencia Federal de Inteligencia.[49][50][51]

### Procesados en primera instancia con apelaciones pendientes
El empresario Paolo Rocca, el exjefe de Gabinete Juan Manuel Abal Medina, su secretario privado Martín Larraburu y los empresarios Alberto Padoán y Rubén Aranda fueron procesados en primera instancia y están pendientes sus apelaciones de su resolución por la Cámara Federal.

## Trámites procesales
En junio de 2019 el fiscal Stornelli, la Oficina Anticorrupción y la Unidad de Información Financiera pidieron que se elevara a juicio una parte de la causa en los que incluyeron a la expresidenta Cristina Kirchner y a otros procesados.
El 22 de julio de 2019 al responder el traslado de ese pedido que le dio el juez Bonadio, Carlos Beraldi, abogado defensor de la expresidenta Fernández de Kircher, pidió que, pese a las "irregularidades" en el obrar judicial se eleve la causa a juicio oral.
El caso pasó a fines del año 2019, a la etapa de juicio oral, ante el Tribunal Oral en lo Criminal Federal n° 7, a cargo de los jueces Enrique Mëndez Signori, Fernando Canero y Germán Andrés Castelli, sin que se haya fijado fecha de celebración del debate. El 12 de junio de 2024 la fiscal del caso, Fabiana León, denunció al Tribunal por "retardo de justicia", por la demora en fijar la fecha de inicio del juicio. Esto motivó que la Cámara Federal de Casación, con la firma de los doctores Gustavo Hornos y Mariano Borinsky, hiciera lugar a la queja de la fiscal e intimara al tribunal a que "tome las medidas que resulten necesarias a los efectos de fijar audiencia de debate a la brevedad”. El 16 de agosto de 2024 el tribunal dispuso una instrucción suplementaria y una pericia sobre los manuscritos de Oscar Centeno, sin fijar la fecha de juicio.

## Vinculación a la campaña de Cambiemos
La Fundación La Alameda realizó un entrecruzamiento de los directivos de las empresas citadas por la justicia que marcó que más de 4500 nombres de los vinculados en la causa, también eran aportantes de Cambiemos. La causa por los aportantes truchos se refiere al financiamiento de la campaña de Cambiemos en 2015 y 2017, e involucra supuestos pedidos del propio Mauricio Macri a los empresarios del uno por ciento de su patrimonio para la campaña, en negro, bajo promesas de obtener beneficios a la larga con su gobierno; utilización de bases de datos de ANSES para hacer figurar como aportantes a beneficiarios de planes sociales, personas de bajos ingresos; aportes camuflados de empresas que fueron beneficiadas con contratos estatales en la Ciudad de Buenos Aires; 1147 funcionarios de segunda línea del gobierno porteño que figuraban como aportantes, algunos de ellos que han declarado que no habían realizado aportes algunos; entre otros ilícitos. P

## Operativo Puf
En mayo de 2019 se dio a conocer una serie de escuchas llamadas «Operativo Puf», exactamente nueve días antes de iniciarse la causa. Las escuchas fueron obtenidas ilegalmente, en el penal de Ezeiza, en el marco de un expediente en el cual ninguno de los "escuchados" se encontraba siquiera imputado. En los audios conversaban Roberto Baratta, detenido desde 2017 por una causa de corrupción, su abogado Juan Pablo Alonso, y Eduardo Valdés, diputado del Parlasur, en una supuesta conspiración contra Stornelli con el objetivo de voltear la causa de los cuadernos.
Esta supuesta organización criminal habría realizado -según los denunciantes anónimos- actividades conspirativas contra el fiscal desde la cárcel. No obstante, en septiembre de 2020, la causa fue cerrada por orden del juez Marcelo Martínez de Giorgi, quien determinó que no hubo complot alguno en las acusaciones contra D'Alessio y su banda, que la causa de los cuadernos no se había visto alterada, y por lo tanto el supuesto Operativo Puf no configuró ningún delito.